# Works Progress Administration

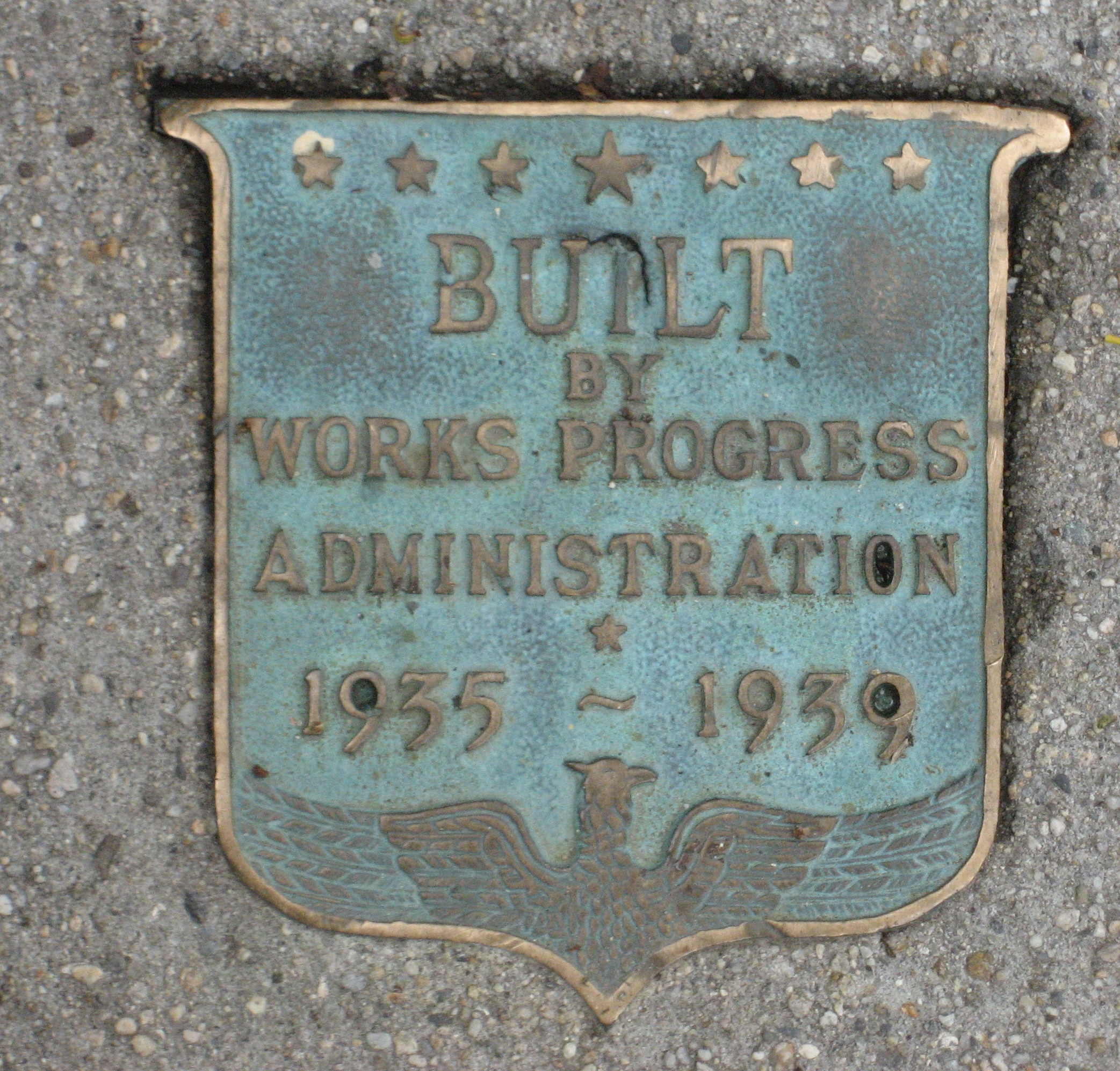

De Works Progress Administration, later Work Projects Administration (WPA), was een overheidsinstelling in de Verenigde Staten die in het kader van de New Deal werd opgestart in 1935. 
Ten tijde van de Grote Depressie bood het met een budget van 1,4 miljard dollar in 1935 werk aan 3 miljoen Amerikanen. Vanuit de WPA werden onder meer publieke werken betaald zoals de aanleg van infrastructuur en bouw van openbare gebouwen. Verder werd onder andere via de WPA voedsel, kleding en onderdak verstrekt. Aan kunstenaars bood het werk via het Federal Art Project.
Tijdens de Tweede Wereldoorlog ontstond in Amerika weer veel vraag naar arbeid. In 1943 werd het overheidsproject stopgezet. In het acht jaar durende bestaan is in totaal 11 miljard dollar in de WPA gevloeid. 